# Старошелехова
Старошелехова — деревня в Тайшетском районе Иркутской области России. Входит в состав Шелеховского муниципального образования. Находится примерно в 32 км к юго-западу от районного центра.

## Население
По данным Всероссийской переписи, в 2010 году в деревне проживало 128 человек (63 мужчины и 65 женщин).